# Raven Reyes
Raven Reyes es un personaje de ficción de la serie de televisión Los 100, en el cual ella es interpretada por Lindsey Morgan. Raven es inteligente, hábil y ferozmente determinada, la ingeniera mecánica más joven que el Arca ha visto en 52 años.

## Descripción general
Mientras estuvo en la Tierra, Raven fue la principal experta en mecánica y explosivos de los Delincuentes. Raven no es parte de los 100 originales, sin embargo, ella hace un trueque hasta la Tierra con la ayuda de Abigail Griffin para unirse a su novio, Finn Collins, mediante la restauración de una cápsula de escape. Una vez en la Tierra, Raven construye una radio que permite que los delincuentes entren en contacto con el arca . También creó walkie-talkies, balas, granadas y bombas para los 100, e incluso instruye a Clarke Griffin y Jasper Jordan sobre cómo manipular la nave para quemar a los terrestres en el final de la primera temporada.
Durante la segunda temporada, Raven lucha con daño en los nervios de su pierna izquierda por una herida de bala que recibió cuando John Murphy le disparó en la nave. También tiene que lidiar con las secuelas de la masacre de su exnovio en Tondc, incluyendo verlo morir a manos de Clarke. Raven luego es torturado por terrestres cuando creen que ella trató de envenenar a su Comandante. Después de que Bellamy se infiltra en Monte Weather, establece contacto por radio con él para ayudarlo a desactivar la niebla ácida. Más tarde, ella y Wick eliminan la electricidad de Monte Weather desactivando su presa. Son atrapados por los Hombres de la Montaña y Raven es nuevamente torturada cuando comienzan a cosechar su médula ósea. Al final de la segunda temporada, ella está en el campamento Jaha recuperándose.
En la tercera temporada, Raven continúa luchando con su dolor. Ella se une al culto de ALIE en un intento de ser liberada de su dolor, pero se rebela cuando se da cuenta de que no recuerda a Finn. Sin embargo, Raven finalmente se somete a ALIE, quien la usa para obligar a Abby a tomar el chip, lo que lleva a la caída de Arkadia. Más tarde, Raven se desacopla y trabaja activamente contra ALIE, tratando de destruirla accediendo al código de la Ciudad de la Luz con la ayuda de Monty y Clarke. Ella conserva una pequeña parte del código de ALIE en su cabeza, lo que aumenta la velocidad de procesamiento de su cerebro y, en general, la hace mucho más inteligente.
En la cuarta temporada, Raven regresa a Arkadia con su gente y comienza a fortificar la Estación Alfa para protegerse del próximo segundo apocalipsis nuclear. Después de descubrir que la Sangre Nocturna da resistencia a la radiación, Raven se va con un pequeño equipo para ir a la isla de Becca para descubrir cómo hacer ingeniería inversa de la sangre. Allí, Raven comienza a sufrir ataques y alucinaciones, pero logra curarlo y encuentra un cohete. Al final de la temporada, ella escapa de Praimfaya retirándose a los restos del Arca en el espacio. En la quinta temporada, Raven sobrevive con Spacekru en el Arca. Desarrolla una relación romántica con Shaw.
En la sexta temporada, ella permanece principalmente fuera de la vista trabajando en un taller mecánico y explorando Sanctum. Al principio, solo estaba tratando de construir un complejo para su gente, pero cuando aumentan las tensiones entre Wonkru y los Primes, se convierte en una piloto principal, que lleva a Gagarin desde la luna de regreso a la nave nodriza. Ella también trabaja para eliminar Sheidheda de la Llama de forma permanente, lo que hizo con éxito.

## Serie de TV

### Primera temporada (2014)
En "Earth Skills", Cuando Raven se entera del supuesto virus que hay en la prisión de los 100, encuentra y confronta a Abby (Paige Turco) sobre la cuarentena y cómo vio los conductos abiertos. Abby explica que el virus no está en el aire y Raven la confronta acerca de que el Consejo oculta algo. Más tarde, Jackson y Abby están revisando los datos de las pulseras cuando Abby atrapa a Raven espiando desde los conductos de aire. Raven les dice que los delincuentes no están muriendo; se quitan las pulseras porque les dijeron que no lo hicieran. Abby alistó a Raven para ayudarla a arreglar esa cápsula de escape para llevarla a la Tierra en el próximo días, para demostrar que es habitable. En "Murphy's Law", Abby se encuentra con Raven en el barco que está restaurando. Raven le dice que la demora se debe a que ella necesita un regulador de presión. Raven luego se va al comedor para hablar con Nygel, la mujer a cargo del mercado negro a bordo del Arca. Ella pide un regulador de presión y Nygel le dice a Raven que tendrá que acostarse con el Jefe de Electricidad para obtener el papel. Raven y Abby están a punto de ser arrestadas, por lo que Abby le pide que lance la cápsula sin ella. Cuando Kane (Henry Ian Cusick) está arrestando a Abby, Raven lanza la nave y comienza su descenso a la tierra. En "Twilight's Last Gleaming", Raven queda inconsciente por una lesión en la cabeza durante el aterrizaje y Bellamy (Bob Morley) llega para encontrarla moviéndose pero aún inconsciente. Luego Clarke (Eliza Taylor) abre la puerta de la cápsula y ve a Raven, que luego pisa el suelo por primera vez. Finn (Thomas McDonell) llega y Raven corre hacia él y se reúnen besándose apasionadamente, para sorpresa de Clarke. Bellamy roba la radio de Raven, quien lo enfrenta con un cuchillo. Luego ella le ordena a los delincuentes que construyan un lanza bengalas para que en el arca sepan que están vivos. En el "His Sister's Keeper", Raven se entera de la relación entre Clarke y Finn, ya que descubre un ciervo de dos cabezas de metal que coincide con su colgante de cuervo. En "Contents Under Pressure", Raven logra hacer funcionar la radio y llama al Arca. Cuando el terrestre capturado se niega a decirles el antídoto, Raven lo electrocuta con el cableado de la nave. En "Day Trip", Mientras limpia, Raven se encuentra con Octavia. La reunión se vuelve hostil ya que Raven admite que no se disculpará por lastimar al terrestre porque estaba tratando de salvar a Finn. Cuando regresa a la tienda, trata de tranquilizar el amor de Finn por ella, durmiendo con él. Más tarde se ve a Raven ayudando a Finn a mantener a los 100 a salvo de sí mismos. En "Unity Day", Raven está haciendo balas dividiendo la pólvora restante que tienen en más casquillos de bala. Cuando Raven se entera de que Finn planea llevar a Clarke a reunirse con el líder de los terrestres, se une a Bellamy y Jasper (Devon Bostick).
En "I Am Become Death", Raven y el resto de la pandilla exploran la escena del barco Exodo estrellado. Ella trata de comunicarse con el Arca pero no tiene éxito debido al corte de energía. Cuando Octavia se entera de que los Grounders atacarán al amanecer, Raven hace una bomba con la pólvora y el combustible del cohete para volar el puente. Cuando Finn se ofrece como voluntario para colocar la bomba, Raven la recoge y corre para desplegarla ella misma. En el camino, desarrolla síntomas del misterioso virus. Ella se debilita mucho pero todavía hace todo lo posible para colocar la bomba. Afortunadamente, Finn llega y se la lleva antes de que estalle la bomba, que también podría haberla matado. Al regresar al campamento, Raven rompe con Finn. En "The Calm", Raven planea abandonar el campamento, pero Bellamy se detiene y la consuela, aunque finalmente terminan teniendo relaciones sexuales. En "We Are Grounders (Part 1)", Raven está en el proceso de construir las minas terrestres y plantarlas alrededor del campamento, así como fabricar bombas. Ella es interrumpida cuando Murphy sostiene a Jasper, y luego a Bellamy, como rehén en la nave y tiene que encontrar la manera de abrir la puerta. Raven se desliza dentro de una escotilla debajo de la nave y puede abrir la puerta, pero Murphy le dispara en el proceso. En el final de temporada "We Are Grounders (Part 2)" la bala todavía está dentro de Raven. Después de contarle a Clarke sobre el combustible del cohete debajo de la nave, tienen la idea de usar el cohete para prender fuego a los Grounders y necesitan a Raven para ayudarlos a utilizarlo. Sin embargo, la bala dentro de ella ha llegado a su columna vertebral, haciéndola perder la sensación en las piernas. Dado que está sangrando internamente y está perdiendo sangre rápidamente, y podría morir antes de que haga funcionar los cohetes, Finn decide sacar el coagulante de la cueva de Lincoln para comprarle algo de tiempo. Ella continúa instruyendo a Clarke para que encuentre los cables que necesita y luego emplea la ayuda de Jasper. Mientras instruye a Jasper y Clarke, Raven comienza a debilitarse y finalmente pierde el conocimiento.

### Segunda temporada (2014-15)
En el estreno de la temporada "The 48", un Grounder inspeccionando los cuerpos fuera de la nave. Entra en la nave de caída donde ve a Raven. Presumiendo que ella está muerta, él la voltea pero ella le dispara. Ella escucha a alguien venir y se prepara para disparar nuevamente antes de ver que es John Murphy. Él le pide que no dispare, pero ella aprieta el gatillo varias veces de todos modos, sin embargo, no quedan balas. Más tarde, al ser encontrada por Abby, Raven le dice que Clarke se ha ido. En "Inclement Weather", Abby le dice a Raven que la bala todavía está en su columna vertebral. Si intentan sacarlo, podría morir por la cirugía porque no tienen anestesia, pero si dejan la bala dentro, es posible que nunca pueda volver a caminar. Más tarde, Abby prepara a Raven para la cirugía con Finn a su lado. Después de la cirugía, Abby prueba la sensación en las piernas de Raven y Raven no puede sentir nada debajo de la rodilla en su pierna izquierda. En "Many Happy Returns", en Campamento Jaha, Raven ha sido autorizada para el servicio y dice que su pierna no es un factor en su capacidad para trabajar. Sinclair le asigna que construya una radiobaliza para ayudarlos a encontrar a otros sobrevivientes del arca. Raven va a trabajar en la radio baliza cuando se encuentra con Wick, que hizo un aparato ortopédico para sus piernas. Después de negarse, Raven finalmente acepta probar su aparato ortopédico. Cuando logra construir la baliza, la Sargento Byrne que les dice que han creado un objetivo. En "Human Trials", Raven espera a Clarke afuera de la tienda durante toda la noche, para saber como está desde su regreso de Monte Weather. Raven ayuda a Bellamy, Clarke y Octavia a salir del campamento para buscar a Finn. Más tarde, Abby encuentra una nota dejada por Clarke diciéndole que ella y Bellamy iban tras Finn y Murphy. Ella se enfrenta a Raven acerca de ayudarlos a escapar y Raven le miente. Abby abofetea a Raven y le dice que Clarke "solo una niña". Raven le dice a Abby que Clarke "dejó de ser una niña el día que la envió a morir aquí". En "Fog of War", dos días después de la masacre de Finn en la aldea de Lincoln, Raven descubre que el Monte Weather ha estado interfiriendo sus señales. Clarke y Raven convencen a Abby de que necesitan derribar la torre de radio en Monte Weather para poder encontrar a cualquier otro sobreviviente del Arca para ayudar a construir su ejército. Luego, Abby y Raven se han refugiado en una tienda de campaña debido a la niebla ácida, mientras Raven intenta obtener una señal de radio. Ella toma un canal encriptado y se da cuenta de que podrán escuchar al Monte Weather.
En "Spacewalker", Cuando Raven se entera de que para que se realice la tregua Finn debe morir, se pelea con quienes quieren entregarlo a los terrestres. Más tarde, Bellamy, Raven y Murphy (por invitación de Raven) llegan al barco y esperan a Finn y Clarke. Cuando los terrestres llegan y están rodeados, Raven quiere entregarles a Murphy en lugar de Finn porque Murphy también estaba en la aldea. Finn se interpone entre Raven y Murphy para finalmente entregarse voluntariamente. Cuando todos observan a los Terrestres comenzar a prepararse para la ejecución de Finn, Raven le da a Clarke un cuchillo para que pueda matar a Lexa. Cuando Clarke mata a Finn en lugar de Lexa, Raven grita y se encoge de histérica de dolor mientras Bellamy la atrapa y la abraza. En "Remember Me", Raven está enojada con Clarke por lo que le hizo a Finn, Más tarde, en el banquete de la alianza en Tondc, Kane trae un poco de licor para compartir, y cuando Gustus lo va a probar resulta envenenado. Cuando la gente del cielo es registrada, encuentran el veneno en Raven, que es atada afuera a un poste donde Lexa e Indra comienzan la "Muerte por 1000 cortes". Clarke sale corriendo y le pide a Nyko la botella y las bebidas, mostrando que no estaba envenenada. Más tarde, cuando Gustus sufre la muerte de un corte de 1000, Raven se da cuenta de que habría sido Finn. En "Coup de Grâce", Raven y Clarke están en el Campamento Jaha, escuchando la radio. Más tarde, Clarke viene a decirle a Raven que Monte Weather ya ha comenzado a sangrar a los delincuentes y que se acabó. Pero Raven le dice a Clarke que no tiene permitido rendirse y que es su trabajo idear algo. En "Rubicon", Raven trabaja en los generadores de tono para los Segadores y en la presa de Monte Weather. Cuando Raven y Clarke oyen por la radio que Cage lanzará un misil en la reunión en Tondc, Clarke va a advertirles, pero Raven le menciona a Bellamy accidentalmente que Octavia está allí. En "Bodyguard of Lies", Raven y Wick están en el Campamento Jaha trabajando en una solución para ayudar a Bellamy a desactivar la niebla ácida. Cuando logran resolver el problema, Raven y Wick se abrazan accidentalmente en celebración y Bellamy les dice que envíen una bengala, dejando que Clarke y Lexa sepan que la niebla ácida ha sido desactivada. Raven regresa al laboratorio después de disparar la bengala y comienza a besar a Wick y tienen relaciones sexuales. Después, Raven se viste mientras Wick le dice que deje de jugar y resolver las cosas. En "Blood Must Have Blood (Part 1)", Raven y Wick llegan a la represa Philpott, encargada de sacar las cinco turbinas que mantienen la energía en funcionamiento en Monte Weather. Cuando Wick debe luchar con uno de los hombres de la montaña, se dan cuenta de que en la pelea, la última bomba cayó y se rompió, lo que significa que solo pueden explotar 4 de las 5 turbinas y la energía no se apagará. Logran resolverlo y su plan parece funcionar, pero son interrumpidos por hombres de montaña que les dicen que levanten las manos. Raven y Wick se dan cuenta de que están demasiado cerca de la turbina y comienzan a retroceder con las manos en alto. La última turbina explota y se corta la energía en todo Monte Weather. Más tarde, Raven y Wick se despiertan después de ser noqueados por la explosión. El aparato ortopédico de Raven está roto, por lo que no puede caminar sin ayuda. Wick le dice a Raven que no la dejará justo cuando los Hombres de la Montaña entren y los lleven cautivos. En el final de temporada "Blood Must Have Blood (Part 2)", en Mount Weather, las personas del cielo están reunidas y encadenadas a la pared. Los delincuentes habían estado extrayendo médula ósea de troqueles y eligen a Raven para usarlo a continuación. Atan a Raven a la camilla y Raven muerde la oreja de uno de los médicos, peleando fuertemente. Los guardias usan un bastón de choque sobre ella y la atan y comienzan a perforar. Inicialmente, Raven se mantiene fuerte, pero ella grita después de todo. No es asesinada ya que es reemplazada por Abby. Al día siguiente, Wick lleva a Raven al campamento Jaha cuando regresan con el resto de la gente del cielo. Raven detiene a Jasper y le devuelve las gafas.

### Tercera temporada (2016)
En el estreno de temporada "Wanheda, Part 1" Raven va con sus amigos a buscar a Clarke. Cuando se sube al caballo de Octavia, ella no se puede bajar, ya que su pierna le sigue molestando. En "Ye Who Enter Here" Raven se encuentra en Monte Weather con Sinclair y Ginna, cuando se entera de que hay una bomba dentro del monte trata de desactivarla pero falla en la misión haciendo que Monte Weather explote. Ella y Sinclair son los únicos sobrevivientes. En "Hakeldama" Raven está enojada porque Abby la despidió debido a su pierna. Más tarde, Raven sufre un dolor intenso en su pierna y decide tomar el chip que Jaha le dio. Su dolor no se alivia de inmediato, por lo que comienza a alejarse. Mientras camina, su pierna comienza a funcionar normalmente y ve a ALIE (Erica Cerra) parada frente a ella. Quien le dice que es hora de volver al trabajo. En "Bitter Harvest" Raven tiene la misión de encontrar la versión 2 de ALIE, pero descubre que ALIE 2 no estaba en ninguna de las doce estaciones, aunque ALIE está segura de que Becca fue al espacio con él. En "Stealing Fire" Raven se da cuenta de que ALIE no solo está eliminando el dolor, sino que también los recuerdos. Y se une con Jasper para encontrar el fabricante de chips de ALIE. En "Fallen" Raven intenta bloquear a ALIE haciendo varias cosas a la vez. Funciona brevemente y ALIE desaparece, pero luego reaparece y le dice que el nivel requerido para bloquearla es insostenible. Raven sabe como destruir a ALIE, pero ella le devuelve todo su dolor y la única forma de detenerlo es darle el control total de su mente a ALIE. Raven, poseída por ALIE, torturó a Abby para que tomara el chip. Jasper finalmente huye con Raven de Arkadia y en el camino se cruzan con Clarke. En "Nevermore" El grupo logra sacar a ALIE del cerebro de Raven, volviéndola a la normalidad. En "Demons" Raven se da cuenta de que ALIE 2 se puede activar con una frase hablada. Cuando Emerson se revela en el campamento, mata a Sinclair y secuestra a Raven y a lo demás, pero Clarke los salva. Antes de abandonar Arkadia, Raven y Octavia queman los cuerpos de Sinclair y Lincoln. En "Red Sky at Morning" Raven puede ver lo que hay en la Ciudad de la Luz mirando el código, identificando personas y edificios. Luego, Raven ha encontrado un lugar custodiado por un foso. Ella cree que contiene el interruptor de matar y está planeando cómo destruir a ALIE. En "Perverse Instantiation - Part One" Mientras Raven trabaja en la ciudad de la luz, descubren que Jasper está chipeado. Intenta advertir a Clarke y Bellamy que ALIE sabe sobre el plan pero Jasper había cortado los cables de la radio. En el final de temporada "Perverse Instantiation - Part Two" Raven nota que Clarke está en la Ciudad de la Lu. Ella ve que ALIE está tratando de sacar a Clarke y Jasper dice que a medida que Clarke ha entrado con la llama, ha actualizado la programación de ALIE. Raven se da cuenta de que ALIE puede eliminar el interruptor de matar y ser imparable, por lo que se deciden a encontrarlo. Después de que ALIE bloquea el camino hacia el interruptor de matar con un firewall, Raven hace que aparezca un portal al interruptor de matar. Cuando Clarke no entra, Raven quiere que confíe en ella y le pone un cuervo para que Clarke confíe y lo entre.

### Cuarta temporada (2017)
En "The Four Horsemen", Raven junto con Clarke , Bellamy y Abby encuentran a algunas personas Floukru , incluidas Luna y Adria, que habían comido pescado irradiado y sufrían ARS. Cuando Abby quería usar la medicina con la esperanza de ayudar al menos a Adria, Raven no estaba de acuerdo porque necesitaban conservar toda la medicina que pudieran y, después de todo, podría no ser útil. En "A Lie Guarded" Raven deja Arkadia con Jackson (Sachin Sahel), Abby, Murphy, Emori (Luisa d'Oliveira), Luna (Nadia Hilker), Miller y un par de guardias. Cuando Raven se vio obligada a quedarse por su discapacidad, ve a Luna tratando de escapar. Raven convence a Luna de quedarse y ayudarla a desactivar los drones. Ella logra con éxito la tarea justo a tiempo para evitar que los drones ataquen a Abby. Finalmente, Raven y el resto llegan al laboratorio de Becca. Raven parece estar asombrado por la tecnología en ese edificio. En "The Tinder Box", Raven sufre un derrame cerebral mientras trabajaba en el laboratorio de Becca. Abby realiza escáneres cerebrales y determina que solo está empeorando. Advierte a Raven que no empuje los límites de su cerebro, pero Raven está decidida a ayudar, incluso si le cuesta la vida. Raven encuentra un cohete dejado por Becca, dándoles una forma de ir al espacio para realizar ingeniería inversa del suero. En "We Will Rise", Raven se activa a través de su condición cerebral, ejecutando simulaciones interminables. Abby está descansando, dejando a Luna y Murphy para lidiar con la creciente falta de control de Raven. Raven se rompe dos veces, una vez golpeando a Murphy y luego sufriendo una convulsión. En "God Complex" Raven observa que muere Baylis. Ella está en contra de arriesgar más vidas para encontrar una solución. Raven intentó convencer a Clarke y Abby de que se detuvieran y encontraran otra solución que no los convirtiera en asesinos. Sin embargo, no se le ocurre nada. En "DNR"  el cerebro de Raven solo está empeorando. Ella tiene otra convulsión y comienza a alucinar a Becca, que es una metáfora de la conciencia de Raven y le dice que se está quedando sin tiempo y que Raven debería comenzar a decidir cómo quiere morir. Becca sugirió una caminata espacial, y ayudará a Raven en el plan maestro a subir al espacio para que pueda disfrutar de sus últimos momentos de caminata espacial que Raven mencionó que cuando estaba caminando "Todo estaba bien". Al final del episodio, Murphy acude a Raven diciéndole que es hora de irse y ella se niega a decir que básicamente está muriendo lentamente y que bien podría morir haciendo algo que ama, caminar por el espacio. En "The Other Side" Raven continúa alucinando a Becca, quien la está ayudando a diseñar el método para ir a la última caminata espacial antes de que Raven muera. Mientras está trabajando en el modelo para el traje espacial, comienza a tener una convulsión y no alcanza el kit de convulsiones antes de comenzar a alucinar también a Sinclair. Pero gracias a Sinclair, elige la vida y comienzan a planificar el método para curar su daño cerebral. Raven entra en un tanque de hielo y Sinclair le dice que él y Becca ya no existirán después de que ella haya completado el procedimiento y ella le dice que él siempre estará con ella y que Raven comienza con el método. Una vez lo logra, agarra el walkie anunciando que "Soy Raven Reyes, y estoy viva". En "The Chosen" Raven contacta a Abby para informarle que está a salvo y ha encontrado una cura para el derrame cerebral y Abby le dice que está enviando a un grupo de personas para que la rescaten. El grupo no tiene tiempo para llegar a rescatarla, sin embargo, Clarke se niega a dejar a Raven y llegan al laboratorio de Becca convenciendo a Raven para que prepare el cohete para volver al Arca. En el final de temporada "Praimfaya" Raven lucha por descubrir cómo impulsar el cohete y llevar a sus amigos al espacio antes de que el Praimfaya golpee. Se quiebra en algún momento, pero con la ayuda de Bellamy, recupera la confianza en sí misma. Usando lo que aprendió de Becca, descubre cómo impulsar el cohete. Gracias a las habilidades de Raven, Bellamy, Harper, Emori, Murphy, Monty y Echo logran llegar al Arca y se salvan de la ola mortal.

### Quinta temporada (2018)
Mientras está en el espacio esperando que el suelo vuelva a ser habitable después de Praimfaya, Raven ha estado manejando el Arca y entrenando a Emori como su asistente. En el estreno de la temporada "Eden", han pasado seis años desde Praimfaya, pero todavía no han descubierto cómo regresar al suelo de manera segura debido a la falta de combustible. En "Sleeping Giants" Raven sugiere que deberían obtener combustible de la nave de Eligius IV. Entran, solo para descubrir que no hay nadie allí. Raven rápidamente se las arregla para hackear el sistema de la nave y robar suficiente combustible para enviarlos de vuelta al suelo. Con la ayuda de sus amigos, se dan cuenta de que todavía hay prisioneros en el barco que se han mantenido en cámaras criónicas. Ella ofrece quedarse en la nave para cuidar de los prisioneros y Murphy se queda con ella. En "Pandora's box", Diyoza (Ivana Miličević) se niega a honrar su acuerdo con Bellamy y le ordena a Miles Shaw (Jordan Bolger) que piratee la nave y recupere el control. Raven no está dispuesto a desconectar a los prisioneros que duermen y, en cambio, lucha contra Shaw. Raven continúa aprendiendo sobre el barco y su historia. Ella descubre que Diyoza era un terrorista.. En "Shifting Sands", Raven y Murphy fueron capturados y llevados al valle para ser torturados e interrogados. Raven afirma no saber cómo los prisioneros fueron excluidos del sistema de misiles, pero los prisioneros no le creen. Shaw detiene la tortura y, después de que los otros prisioneros se van, le confiesa a Raven que él fue quien la desactivó para salvar a los amigos de Raven del ataque de Diyoza y la culpó. Al darse cuenta de que puede usar a Shaw, Raven se le ocurre un plan que sacaría a Murphy para advertir a los demás en el terreno sobre el lanzamiento del misil. El plan funciona y nadie sospecha que Raven está trabajando con Shaw. En "Acceptable Losses" Echo (Tasya Teles) le da a Raven una unidad flash que Monty le dio para que Raven pueda enchufarla a la nave para obtener el control de la cámara de la nave nodriza. Luego Echo le dice a Diyoza que Shaw es un traidor y que Raven puede probarlo si tuviera acceso al sistema informático de la nave. Raven de mala gana sigue el plan de Echo. Mientras finge buscar evidencia de que Shaw desactivó el sistema de misiles, le muestra a Echo dónde enchufar la unidad flash. En "How We Get to Peace", los presos obligan a Raven a ayudar con un equipo médico. Cuando ella entra, está encantada de reunirse con su mentora, Abby. Ella le pide a Abby que deje morir a los prisioneros, pero Abby le miente diciendo que Diyoza la está obligando a tratarlos. Raven luego descubre que Abby está ayudando a Diyoza a cambio de drogas. Raven se enoja mucho porque Abby está tomando pastillas si ayuda a otros prisioneros. En "Sic Semper Tyrannis", Raven se reúne con Murphy y Emori. Empiezan a pensar en planes de escape y se le ocurre un plan de escape en el que causarían luchas internas entre McCreary (William Miller) y la gente de Diyoza. Mientras las dos partes luchan, Raven y Emori apagan sus collares y Raven le pide a Shaw que venga con ellos. En "The Dark Year" Raven y sus amigos se esconden en las cuevas con Shaw, Diyoza y Kane. Se dan cuenta de que Clarke ha traicionado a Wonkru a McCreary. Spacekru se escabulle para buscar formas alternativas de llevar a Wonkru al valle de forma segura. Cuando se van, Raven le pide a Shaw que se quede atrás. Pero cuando son emboscados por los secuaces de McCreary, Shaw entra para ayudarlos a luchar. Raven se enoja con Shaw por arriesgar su vida y hacer que se preocupe por él. Después de eso, Raven y Shaw comparten un beso apasionado. En "Damocles - Part One", Al darse cuenta de que a Wonkru no le queda un líder que los guíe a seguir luchando, Echo convence a Raven y Shaw de ir con ella a buscar a Madi. Madi acepta venir a liderar a Wonkru y le pide a Raven que se quite el collar, pero Clarke los encuentra y apunta a Raven con una pistola. McCreary entra y ordena a sus hombres que capturen a Shaw y Raven y los lleven a la nave de transporte. McCreary tiene la intención de torturar a Raven hasta que Shaw acepte lanzar los misiles, matando a todos los Wonkru restantes. Entonces, Shaw le ruega a Raven que active su collar y lo electrocute hasta la muerte para que no tenga que bombardear a Wonkru. En el final de temporada "Damocles - Part Two" Raven y Shaw están siendo torturados por McCreary. Se mantienen firmes por algún tiempo, pero cuando McCreary amenaza con cortar la pierna de Shaw, Raven se rompe y acepta volar la nave. Cuando Clarke va a detener el despegue, McCreary lanza la bomba Damocles, pero Clarke con la ayuda de Raven lo matan. A Raven se le ocurre un plan para cargar todo Wonkru en la nave de transporte y volar lejos antes del ataque. Con solo unos segundos restantes, Raven quiere volar el barco, pero Bellamy y Clarke insisten en esperar a Emori y Monty que están retrasados, llevando a Murphy. Cuando la tierra está totalmente destruida, Raven sugiere que deberían usar las cámaras criogénicas de la nave para dormir durante ese tiempo. Ella argumenta que las cámaras son excelentes ya que mantuvieron vivos a los prisioneros durante cientos de años.

### Sexta temporada (2019)
En el estreno de temporada "Sanctum", cuando Raven escucha el mensaje de Monty y Harper (Chelsey Reist), lucha por lidiar con sus emociones. Cuando sus amigos bajan al nuevo planeta, Raven y Jordan (Shannon Kook) comienzan a trabajar para cambiar la órbita del barco y restaurar las comunicaciones. Durante esto, descubren que el "Alpha" es en realidad una luna, no un planeta. Raven le quita las pastillas a Abby porque le preocupa que vuelva a dejar su adicción a las drogas. En "Red Sun Rising", Raven está en la sala de control cuando el barco es secuestrado por cuatro intrusos que robaron el Gagarin de la tripulación terrestre. Con todos los demás encerrados en el comedor, Raven despierta a Diyoza y explica la situación. Después de derrotar a los intrusos con la ayuda de Madi y aprender sobre la amenaza en el suelo, Raven vuela a algunos de sus tripulantes al suelo para salvar a sus amigos. Ella está emocionada de reunirse con Shaw. Sin embargo, al llegar a la torre de radiación fuera de Sanctum, se entristece al encontrar la tumba de Shaw. En "The Children of Gabriel", ella todavía se está recuperando de la muerte de Shaw. También está molesta porque Clarke está al mando, de nuevo. Sin embargo, ella acepta ir con Bellamy, Echo y Octavia para llevar la nave a Sanctum. En "The Face Behind the Glass", Raven se entera de que en Sanctum habían motocicletas, entonces pregunta más sobre el taller de máquinas donde se reparaban. Clarke se disculpa con Raven, pero ella se niega a aceptarlas. Después de eso, Raven va al taller de máquinas para revisar las herramientas. Ella se encuentra con Ryker, con quien tiene buena conexión. En "Memento Mori", Raven regresa a Sanctum y está devastado al saber que los Primes han estado usando Sangres Nocturnas como anfitriones para que puedan vivir para siempre. Ella va al taller de máquinas con Emori para comenzar a trabajar en un escudo de radiación para que su grupo pueda construir su propio lugar como Sanctum. En el taller de máquinas, Raven está molesta mientras trabaja con Ryker, quien resulta ser un Prime. Raven se va para llevar a Abby a la nave nodriza. En "The Old Man and the Anomaly", Raven está en la nave nodriza con Abby y Simone. Ella comienza a sospechar que Abby tiene la intención de salvar a Kane por convertirlo en un Sangre Nocturna y traerlo de vuelta en otro cuerpo usando la tecnología de los Primes. Abby le pide a Raven que haga la caminata espacial requerida para completar el suero de Sangre Nocturna, pero Raven se niega. Abby decide hacerlo ella misma, a pesar de la advertencia de Raven de que la mataría. Finalmente acepta realizarla diciéndole que solo lo está haciendo para salvar a Abby porque no pudo salvar a su propia madre. En "What You Take With You", Raven se enfrenta a Abby preguntándole si valió la pena salvar a Kane. Raven despierta a Indra (Adina Porter) de su sueño criogénico y le presenta al nuevo Kane. Después de enterarse de los Primes, Indra es indiferente al principio, pero Raven la convence de que tienen que poner fin a muertes sin sentido como esa. A Raven se le ocurre un plan. Mientras ejecutan su plan, Raven e Indra se enfrentan a Abby, quien les ruega que se detengan, pero Raven se niega. Después de descubrir que Kane intenta flotarse, Abby le ruega a Indra que la deje hablar con Kane, pero ella se niega. Sin embargo, Raven le permite ir a despedirse. En "Matryoshka", Raven y Abby regresan a Sanctum solo para encontrarlo bajo encierro y sus amigos prisioneros. Russell ordena que también sean encerradas. Mientras está encerrado con el resto, Raven se entera de que Madi está siendo controlada por Sheidheda. Ella revela que todo lo que necesitan para deshacerse permanentemente de Sheidheda de la Llama es acceder a la IA y eliminar sus archivos. En "Adjustment Protocol", Raven todavía está tratando de encontrar una manera de eliminar a Sheidheda de la Llama para salvar a Madi. Sheidheda toma el control de Madi y amenaza con matarla si Raven no deja de intentarlo. Clarke le pide a Raven que la ayude a bajar el escudo de radiación, pero Raven le pide que se quede atrás para continuar trabajando en salvar a Madi. Russell obliga a Raven a continuar extrayendo médula ósea de Madi a pesar de su debilitamiento. Abby se disculpa con Raven por no escucharla y por dejar que su deseo de salvar a Kane abrume su juicio sobre las prácticas de los Primes. Raven también se disculpa con Abby por ser demasiado dura con ella. Más tarde, Raven y Abby se sorprenden cuando Russell decide usar a Abby como el nuevo anfitrión de su esposa Simone. Raven intenta salvar a Abby pero Russell le borra la mente. Raven observa llorando mientras Abby muere frente a ella. Después de hacerse cargo del cuerpo de Abby, Simone obliga a Raven a volar los Primes a la nave nodriza. En el final de temporada "The Blood of Sanctum" Raven trata de salvar a Madi de Sheidheda, y se da cuenta de que para salvar a Madi la llama debe ser destruida. Falla la primera vez, pero luego de que Wonkru vence a los primes, Raven finalmente destruye la llama y salva a Madi. Se da cuenta de que para que Madi despierte tienen que sacarle la llama de la cabeza como hicieron con ella cuando la salvaron de ALIE. Raven y Clarke se abrazan y lloran la pérdida de Abby. Al final del episodio Raven y los demás llegan a Sanctum y se abrazan con sus amigos.

### Séptima temporada (2020)
En el estreno de temporada "From the Ashes", Raven y los demás conocen su nuevo hogar en Sanctum. Cuando las cosas se tornan complicadas en Sanctum, Raven sugiere que Emori y Murphy sigan actuando como Primes. En "False Gods", Raven descubre que el reactor de Sanctum está a punto de entrar en fusión, y que si eso ocurre todos en la ciudad morirán. Cuando le comunica a Clarke, Murphy, Emori e Indra sobre el problema necesitan reclutar a cuatro soldadores, pero como la gente de Wonkru se rebela, Raven se ve obligada a acudir a los prisioneros de Eligius. Raven sin embargo, les miente sobre el peligro de la misión, lo que provoca que logren salvar Sanctum pero los cuatro prisioneros mueran. Raven está totalmente destrozada por la decisión que tomó, y Murphy "le da la bienvenida al mundo de los grises", cuando Nikki (Alaina Huffman) llega y ve a su novio muerto le da una paliza a Raven. Finalmente se puso en los zapatos del resto de sus amigos sacrificando a la minoría para salvar a la mayoría.

## Desarrollo y recepción
En 2013, se anunció que Lindsey Morgan se uniría al elenco recurrente de la serie para interpretar a Raven Reyes, "la ingeniera mecánica más joven que el Arca ha visto en 52 años". El 25 de julio de 2014, durante la Convención Internacional de Cómics de San Diego, se dio a conocer que Lindsey Morgan fue ascendida al elenco principal de la serie. Morgan declaró que Raven iba a ser asesinada después de cinco episodios, pero luego su papel se extendió.